# Садулаев, Абдул-Халим Абусаламович
Абду́л-Хали́м Абусала́мович Садула́ев (чечен. Садулин Абусаламин кӏант Іабдул-Хьалим, Sadulin Abusalamin khant Jabdul-Ẋalim), также известный, как шейх Абдул-Халим (2 июня 1966, Аргун, Чечено-Ингушская АССР — 17 июня 2006, там же) — чеченский военный и государственный деятель, президент Чеченской Республики Ичкерия (ЧРИ) после гибели Аслана Масхадова (с марта 2005 года), до этого вице-президент ЧРИ с 2002 года и одновременно председатель Высшего Шариатского Суда ЧРИ.

## Биография
Родился в 1967 году в городе Аргун Чечено-Ингушской АССР. В 1984 году окончил среднюю школу в Аргуне.
В 1984—1986 годах проходил срочную службу в рядах ВС СССР в Группе советских войск в Германии, был уволен в запас в звании старшины.
С 1987 года работал бригадиром ремонтников в Аргунском депо. Одновременно учился на вечерних курсах «Арабский язык и исламское право» и занимался спортом — карате и хатха-йогой. В 1990 году получил квалификацию «судья республиканской категории по каратэ». После окончания курсов арабского языка продолжил изучение шариата у ведущих чеченских алимов (богословов) из школы Имама Шафия. С 1991 года преподавал на курсах арабского языка, обучая исламу чеченскую молодёжь. С 1992 года входил в состав комиссии по контролю при городской администрации Аргуна.
Принимал участие в Первой чеченской войне, воевал в составе Аргунского джамаата. С апреля 1995 года возглавлял специальное следственное (шариатское) подразделение при Главном штабе ВС ЧРИ под началом Аслана Масхадова.
Осенью 1996 года поступил на заочное отделение филологического факультета Чеченского госуниверситета на специальность «Чеченский язык и литература» (не окончил).
Некоторое время был имамом Аргунской городской мечети, возглавлял городской джамаат. С февраля 1997 года стал заместителем руководителя Государственного телевидения ЧРИ по вопросам идеологии (религии). Его исламские выступления часто показывались по чеченскому телевидению и пользовались большой популярностью.
В 1997 году он совершил хадж в Мекку.
С начала 1998 года организовал курсы «Исламское право и исламская этика», стал имамом мечети в Грозном (возле магазина «Луч»). Был близок с Шамилем Басаевым и Мовлади Удуговым, а также главой Шариатского суда ЧРИ Шамсуддином Батукаевым. Им, отмечала газета «Коммерсантъ» в 2006 году, импонировала его поддержка «джихада против неверных» (в частности, он выдавал фетвы для совершения терактов) и программа создания исламского государства на Северном Кавказе.
В 1999 году указом президента ЧРИ Аслана Масхадова включён в состав государственной комиссии ЧРИ по конституционной шариатской реформе (председатель Ахмед Закаев), в связи с введением в феврале того года в республике «полного шариатского правления». В том же году на выборах руководства Муфтията ЧРИ (после освобождения муфтия Кадырова), которые организовал Совет алимов страны, избран первым заместителем муфтия (муфтием был избран Бай-Али Тевсиев).
С началом Второй чеченской войны принял участие в боевых действиях сначала в районе г. Аргун, затем с остатками джамаата отошёл в горы. Возглавлял Аргунский джамаат в составе Восточного фронта ВС ЧРИ (командующий Амир Абу аль-Валид).
С 2000 года входил в редакционный совет подпольной газеты «Голос Джихада» (редактор Абдулла Веденский).
В январе 2001 года Садулаев организовал похищение в Чечне главы международной гуманитарной миссии «Врачи без границ» Кеннета Глака.
В начале 2002 года президент ЧРИ Аслан Масхадов возложил на Садулаева обязанности вице-президента ЧРИ. Летом того же года на расширенном заседании ГКО—Маджлисуль Шура ЧРИ он был утверждён в должности вице-президента ЧРИ, а также назначен председателем Шариатского комитета ГКО—МШ и председателем Высшего шариатского суда ЧРИ.
По некоторым данным его жена Фатима, мать пятерых детей, в 2003 году была захвачена представителями спецслужб России и впоследствии была убита.
В августе 2004 года вместе с Асланом Масхадовым он взял на себя ответственность за нападение на административные объекты в столице Ингушетии Назрани (Нападение на Назрань (2004)).
8 марта 2005 года Масхадов был убит, и Садулаев стал его преемником на должностях президента ЧРИ, председателя кабинета министров ЧРИ, верховного главнокомандующего ВС ЧРИ, амира ГКО — Маджлисуль Шура ЧРИ, также сохранив за собой пост председателя Высшего шариатского суда ЧРИ. Будучи главой ЧРИ осуждал терроризм.
«Коммерсантъ» приводил слова представителей МВД Чечни, что «Абдул-Халим им известен не как полевой командир, а как проповедник-ваххабит из Аргуна», что «командовать боевиками (он) не сможет. А лидерами всех бандитов в Чечне, как и при Масхадове, останутся Шамиль Басаев и Доку Умаров». «Садулаев никто, — писала в те дни „The Sunday Times“. — После того, как был убит Масхадов, власть сосредоточилась в руках двух людей — Басаева и Абу Хафса. Они контролируют боевиков и деньги, они вдвоём планируют будущие террористические атаки». Доку Умаров в интервью «Радио Свобода» двумя месяцами позже отмечал, что новый чеченский лидер пользуется среди бойцов и командиров безусловным авторитетом как блестящий знаток норм Шариата и чеченского традиционного права, и что моджахедам глубоко импонирует кристальная честность и справедливость Абдул-Халима Садулаева.
16 мая 2005 года подписал указ о создании «Кавказского фронта» — дополнительной структуры в системе военных формирований ЧРИ, ответственной за проведение военных операций в других регионах Северного Кавказа. В связи с этим его даже называют первым Амиром моджахедов Кавказа.
2 июня 2005 года назначил Доку Умарова вице-президентом ЧРИ. Умаров заявлял об этом позже так: «В 2002 году Аслан выбрал Абдул-Халима своим наибом. И сделал Абдул-Халиму весет (завещание), что, если он погибнет, чтобы своим наибом он выбрал Абу-Усмана (Доку Умарова)». Умаров так же вспоминал о том, что со слов Басаева ему было известно о договорённости последнего с Садулаевым, что Садулаев провозгласит Эмират и назначит вице-президентом Басаева, однако «Абдул-Халим сказал Шамилю, что исполнил завещание Масхадова, которое он не мог не исполнить».
4 августа 2005 года Садулаев подписал указ о роспуске правительства ЧРИ, назначенного ещё Масхадовым, объяснив это необходимостью реформирования системы исполнительной власти Ичкерии «в условиях военного положения», и уволил всех представителей Масхадова за рубежом. В частности, был уволен министр иностранных дел Ильяс Ахмадов, выступавший с идеей «обусловленной независимости» («отложенного суверенитета») ЧРИ, согласно которой Ичкерия отказывалась от требования немедленного и полного отделения от России. В правительство были возвращены Шамиль Басаев (первым вице-премьером) и Мовлади Удугов (министром информации и печати). 28 августа 2005 года в «правительство ЧРИ» возвращён Ахмед Закаев (назначен вторым вице-премьером), ранее занимавший должность спецпредставителя президента Ичкерии за рубежом. Ему было поручено формирование института почётных консулов Ичкерии. При этом ему как и другим членам правительства было запрещено выступать с политическими и официальными заявлениями от имени президента и правительства ЧРИ.
В начале февраля 2006 года, в ходе реорганизации «правительства ЧРИ», проведённой Садулаевым, были уволены четыре министра, уже много лет находящиеся в эмиграции, в частности Мовлади Удугов. Также потерял пост вице-премьера Ахмед Закаев, сохранивший должность министра культуры. Как отмечала в том же году газета «Коммерсантъ», эти перестановки ознаменовали смену политического курса с умеренного «масхадовского» на радикальный «басаевский». Мовлади Удугов сразу после освобождения с занимаемого поста был назначен руководителем Национальной службы информации ЧРИ. В мае 2006 года Садулаев назначил Ахмеда Закаева главой МИДа вместо Усмана Ферзаули.
По мнению некоторых наблюдателей, произведённые перестановки могли быть вызваны публичной полемикой на Интернет-сайте «Кавказ-центр» между Закаевым и Удуговым по вопросу о стратегических целях и задачах чеченского сопротивления. По словам самого Закаева, Мовлади Удугов выступает за глобальный джихад и союз с силами наподобие «Аль-Каиды», в то время как Закаев — за государственный суверенитет чеченского государства и демократический путь развития независимой Ичкерии.
Садулаев санкционировал нападения и диверсионные акты против российских войск и объектов инфраструктуры. В частности, он официально одобрил нападение на Нальчик 13 октября 2005 года в рамках принятой ГКО—Маджлисуль Шурой стратегии по расширению зоны военных действий.
По данным правоохранительных органов Чеченской Республики, Садулаев среди боевиков был малоизвестен и выполнял в основном представительские функции, обычно выступая с политическими и маловнятными заявлениями на интернет-сайтах повстанцев.
Был убит 17 июня 2006 года на окраине города Аргун в ходе боестолкновения с сотрудниками российских правоохранительных органов и силовых структур. При этом был убит майор ФСБ Сергей Власов.
Президентские полномочия Садулаева перешли к назначенному им годом ранее вице-президентом Ичкерии Доку Умарову.
Был женат два раза, детей не имел.
3 октября 2007 года президент ЧРИ Доку Умаров своим указом посмертно наградил его высшим орденом республики «Честь Нации». По данным газеты «Коммерсант», по состоянию на 2006 год он уже был награждён этим орденом. Имел и другие награды ЧРИ.